# Liste der Kulturdenkmale in Großfriesen

Lage des Ortsteils Großfriesen in Plauen

In der Liste der Kulturdenkmale in Großfriesen sind die Kulturdenkmale des Plauener Ortsteils Großfriesen verzeichnet, die bis September 2024 vom Landesamt für Denkmalpflege Sachsen erfasst wurden (ohne archäologische Kulturdenkmale). Die Anmerkungen sind zu beachten.
Diese Aufzählung ist eine Teilmenge der Liste der Kulturdenkmale in Plauen.

## Liste der Kulturdenkmale in Großfriesen
| Bild                                    | Bezeichnung                                                              | Lage                                | Datierung                                          | Beschreibung | ID       |
| --------------------------------------- | ------------------------------------------------------------------------ | ----------------------------------- | -------------------------------------------------- | --- | -------- |
| Direkt Bild zu diesem Denkmal hochladen | Ehemaliges Gasthaus (Restaurant „Zum heiteren Blick“)                    | Alte Plauener Straße 36 (Karte)     | 1903 (laut Inschrift an Südostfassade und Bauakte) | Repräsentativer späthistoristischer Klinkerbau, von bau- und ortsgeschichtlicher Bedeutung Der zweigeschossige stattliche Klinkerbau mit niedrigem Kellersockel steht auf winkelförmigem Grundriss. Mansarddach mit Schleppgauben, schiefergedeckt. Das Erdgeschoss prägen profilierte Segmentbogenfenster mit Schlusssteinen, das Obergeschoss schmuckvolle Vorhangbogenfenster. Dabei ergibt der Wechsel aus den roten Klinkersteinen der Fassade und dem Grau der Gliederungselemente einen schönen Farbkontrast. Geschosse optisch durch ein umlaufendes profiliertes Gurtgesims getrennt. Aufgrund der Ecklage gibt es zwei repräsentative Schauseiten: die breitere, südöstliche Fassade an der Straße Heiterer Blick besitzt sechs Fensterachsen, Mittelachse dreigeschossig und als Zwerchhaus erhöht, von Ecklisenen gerahmt und von Dreiecksgiebel bekrönt, Inschrifttafel mit Baujahr 1903. Im Erdgeschoss ist die Mittelachse durch weiteren Bauschmuck wie die rechteckige Relieftafel mit den Initialen „MS“ des Gastwirtes Max Schimpf hervorgehoben. Darüber halbkreisförmiges Relief mit Jugendstilanklängen (ein von Trauben und Weinlaub gerahmter Vogel), flankiert von bacchusähnlichen Grotesken. An der nordöstlichen, vier Fensterachsen breiten Fassade an der Alten Plauener Straße befindet sich der Eingang, Granitstufen, historische Eingangstür mit Oberlicht, darüber Supraporta mit Eichenlaubrelief und seitlichen Konsolen. Rechterhand verweist in einem Blendfenster die verblasste Putzinschrift „Restaurant“ auf die einstige Nutzung des Gebäudes. 1903 als Restaurant „Zum heiteren Blick“ errichtet vom Schankwirt Max Schimpf in der Ortsmitte von Großfriesen, unweit der späteren Bahnstrecke Lottengrün–Plauen, diente möglicherweise zwischenzeitlich als Bahnhofsrestaurant (Nebenstrecke Lottengrün–Theuma–Großfriesen–Plauen 1917 für Güterzüge eröffnet, ab 1923 auch Personenverkehr, 1970 stillgelegt). Das späthistoristische Gasthaus prägt bis heute das Ortsbild; als einstiger Begegnungs- und Aufenthaltsort von ortsgeschichtlicher Bedeutung, hoher Erinnerungswert. Baugeschichtliche Relevanz aufgrund Originalität der gut proportionierten und gestalteten Bausubstanz. | 09307244 |
|                                         | Villa, ehemaliges Stickereigebäude, mit Schuppen, Einfriedung und Garten | Falkensteiner Landstraße 5 (Karte)  | Um 1900                                            | Bemerkenswerte Gesamtanlage, unter anderem von baugeschichtlichem, auch von künstlerischem (Toranlage) Wert. - Villa: zweigeschossiger roter Klinkerbau auf Werksteinsockel, Gurtgesims, Fensterverdachung im ersten Obergeschoss durch Dreieckgiebel und Segmentbögen, Eckquaderung, profilierte Fenstergewände mit vorkragender Sohlbank, Hauseingang seitlich mit Vorbau, Mansarddachwalmdach - Stickerei: anschließend an Villa, eingeschossiger roter Klinkerbau mit Segmentbogenfenstern, gelber Klinker als Zierelement, flachgeneigtes Satteldach - Schuppen: zweigeschossiger scheunenartiger roter Klinkerbau mit gelben Klinkereckpilastern, leicht vortretend, großes zweiflügeliges Tor, Ausgleichsbögen über Fenstern gelber Klinker, flachgeneigtes Satteldach - aufwändig gestalteter schmiedeeiserner Zaun mit prachtvoller Toranlage, Zaunsfelder verziert mit stilisierten Pflanzenmotiven, zweiflügeliges großes Tor, beiderseits steinerne Zaunspfeiler mit Löwen- und Drachendarstellungen, Pforte jeweils einflügliges schmiedeeisernes Tor, neben Tor beiderseits zwei alte große Bäume - Gartengestaltung nicht mehr erhalten, Freifläche jedoch wichtig für Wirkung von Haus und Anlage | 09246987 |
|                                         | Ehemalige Schule                                                         | Falkensteiner Landstraße 26 (Karte) | 1906                                               | Alte Dorfschule Großfriesen, errichtet durch Richard Weber 1906 für die Schulgemeinde; repräsentativer späthistoristischer Bau von bau- und ortshistorischer Relevanz. Zweigeschossiger roter Klinkerbau von zehn Achsen, mit gerade stuckverdachten Fenstern im ersten Obergeschoss bzw. Klinkerbogen im Erdgeschoss, die Geschosse optisch durch umlaufendes Gurtgesims getrennt. Mit dominantem, von steilem Pyramidendach mit Glocke und Wetterhahn bekröntem Mittelrisalit, hier der Eingang mit farbigem Supraporte-Relief (Band mit „Schule“ und Zweigen), geschwungen bekröntem und mit Bauskulptur (lesende Kinder) versehenem Kuppelfenster im ersten Obergeschoss und über Traufe hinausgehenden Bogen mit Uhr und Obelisken. Dreigeschossigkeit auch bei den beiden flankierenden Achsen. Flaches Satteldach mit vier kleinen stehenden Gaupen. | 09246988 |
|                                         | Villa mit Garten                                                         | Theumaer Weg 18 (Karte)             | Bezeichnet mit 1908                                | Reich verzierte Eingangszone, vor allem baugeschichtliche Bedeutung. - Villa: zweigeschossiger Putzbau, geschweiftes Mansardwalmdach, aufwändige Eingangsgestaltung mit Putzstuckverzierungen, zweiflüglige kassettierte Haustür mit Glaseinsätzen und Ziervergitterung, Bleiglasfenster mit stilisierten Ornamenten im Treppenhaus, Fensterbrüstungen mit Kopfdarstellungen, über Haustür bezeichnet mit 1908, Mittelrisalit mit Treppenhaus, teils gezogener Putz, Sockel Theumaer Schiefer, Wintergarten, darüber Balkon mit Gitterbrüstung, verschiedene Nutzung als Privatklinik, Gaststätte, Altenheim, Schwesternwohnungen, im Garten teilweise alter Baumbestand, in den 1920er Jahren wahrscheinlich Nutzung als Parkhotel - Garten: im parkartigen Garten Treppenanlage, ehemaliger Sitzplatz mit Hainbuchenhecken (ausgewachsen), Rhododendren, Großgrün u. a. Birke und Buche | 09246990 |
|                                         | Kriegerdenkmal für die Gefallenen des Ersten Weltkrieges                 | Windberg (Karte)                    | 1931                                               | Kreisförmige Anlage aus Theumaer Schiefer gesetzt. Namen der im Ersten Weltkrieg Gefallenen sowie Inschrift „Unseren Gefallenen gewidmet 1914 – 1918“ in die Steine gemeißelt. In der Mitte der einfachen Anlage befinden sich ein Wasserbecken und eine Treppe. An der Wand wurden vorstehende Steine eingefügt, die der Aufhängung von Kränzen dienten. Ursprünglich war die Mauer bepflanzt. Schlichte Denkmalanlage von ortsgeschichtlichem Wert. | 09246991 |

## Tabellenlegende
- Bild: Bild des Kulturdenkmals, ggf. zusätzlich mit einem Link zu weiteren Fotos des Kulturdenkmals im Medienarchiv Wikimedia Commons. Wenn man auf das Kamerasymbol klickt, können Fotos zu Kulturdenkmalen aus dieser Liste hochgeladen werden:
- Bezeichnung: Denkmalgeschützte Objekte und ggf. Bauwerksname des Kulturdenkmals
- Lage: Straßenname und Hausnummer oder Flurstücknummer des Kulturdenkmals. Die Grundsortierung der Liste erfolgt nach dieser Adresse. Der Link (Karte) führt zu verschiedenen Kartendiensten mit der Position des Kulturdenkmals. Fehlt dieser Link, wurden die Koordinaten noch nicht eingetragen. Sind diese bekannt, können sie über ein Tool mit einer Kartenansicht einfach nachgetragen werden. In dieser Kartenansicht sind Kulturdenkmale ohne Koordinaten mit einem roten bzw. orangen Marker dargestellt und können durch Verschieben auf die richtige Position in der Karte mit Koordinaten versehen werden. Kulturdenkmale ohne Bild sind an einem blauen bzw. roten Marker erkennbar.
- Datierung: Baubeginn, Fertigstellung, Datum der Erstnennung oder grobe zeitliche Einordnung entsprechend des Eintrags in der sächsischen Denkmaldatenbank
- Beschreibung: Kurzcharakteristik des Kulturdenkmals entsprechend des Eintrags in der sächsischen Denkmaldatenbank, ggf. ergänzt durch die dort nur selten veröffentlichten Erfassungstexte oder zusätzliche Informationen
- ID: Vom Landesamt für Denkmalpflege Sachsen vergebene, das Kulturdenkmal eindeutig identifizierende Objekt-Nummer. Der Link führt zum PDF-Denkmaldokument des Landesamtes für Denkmalpflege Sachsen. Bei ehemaligen Kulturdenkmalen können die Objektnummern unbekannt sein und deshalb fehlen bzw. die Links von aus der Datenbank entfernten Objektnummern ins Leere führen. Ein ggf. vorhandenes Icon  führt zu den Angaben des Kulturdenkmals bei Wikidata.